# Historieta en Filipinas

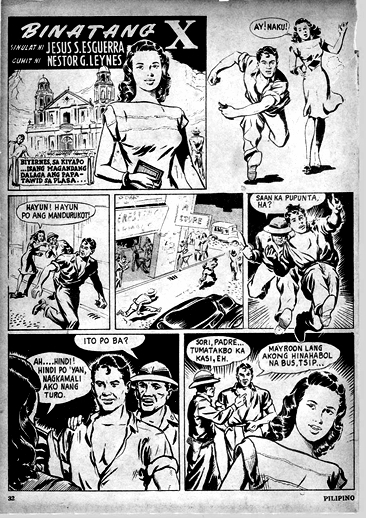
Página de Binatang X, dibujada por Nestor Leynes en 1947.

La historieta o cómic filipino, también conocida por la adaptación filipina Komiks, comprende la tradición de historieta producida en Filipinas. Desde sus orígenes en los años 1920 se ha visto muy influida por la tradición estadounidense, primero con tiras cómicas y a partir de la década de 1940 con historietas de acción y superhéroes que solían seguir un estilo de dibujo realista. La historieta sirvió también para promover el idioma filipino como lengua nacional tras la independencia en 1946. A partir de los años 1970 los autores filipinos más importantes recalaron en la industria estadounidense, coincidiendo con una crisis del mercado nacional por el auge de otras formas de entretenimiento.

## Historia
La historieta en Filipinas se desarrolla por influencia de las tiras cómicas estadounidenses que habían llegado al archipiélago durante el mandato colonial. En la década de 1920 comenzaron a editarse obras en tagalo a través de revistas como el semanario Liwayway. La más importante de todas fue Mga Kabalbalan ni Kenkoy (en español: «Las desventuras de Kenkoy»), dibujada por Tony Velasquez en 1929 y que es considerada una de las más icónicas por su planteamiento humorístico del carácter filipino. Velasquez fue también el fundador de Ace Publications, la primera gran editorial que existió desde 1947 hasta 1962.
La publicación de historietas en la década de 1940, coincidiendo con la Segunda Guerra Mundial, ayudó a desarrollar la industria nacional con series muy influidas por las obras estadounidenses, y que se publicaban en revistas temáticas como Halakhak, Pilipino Komiks y Tagalog Klasiks. El empuje de la historieta sirvió también para que Filipinas, recién independizada, pudiera promover el idioma filipino como lengua nacional. Entre los dibujantes pioneros se considera que el más influyente fue Francisco Coching, quien sentó las bases del dibujo filipino con un estilo realista y detallado. Por otro lado, el guionista Mars Ravelo escribió numerosas obras para otros autores, en su mayoría superhéroes como Darna y Captain Barbell, que combinaban el estilo norteamericano con elementos propios de la mitología filipina.
En la década de 1970, muchos dibujantes filipinos comenzaron a trabajar en la industria estadounidense. El primero de todos fue Tony de Zúñiga, quien había iniciado su colaboración con DC Comics en 1970. Interesados por su estilo realista, los editores de DC viajaron a Filipinas para reclutar a autores como Alfredo Alcalá, Ernie Chan, Alex Niño y Néstor Redondo. Por su parte, Marvel Comics impulsó la carrera de gente como Steve Gan y Whilce Portacio entre otros. La irrupción filipina en Estados Unidos coincidió con un declive de la industria nacional, causado por el mandato autocrático de la Cuarta República y la ley marcial sobre la prensa.

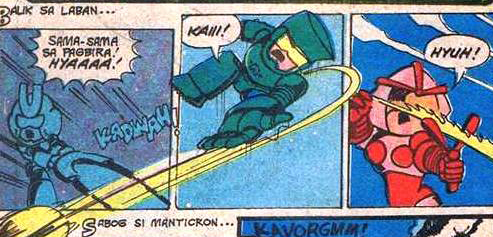
Tira de Combatron, serie infantil publicada por Funny Komiks en 1992.

A partir de los años 1980, el consumo de historieta filipina ha descendido debido al auge de otras formas de entretenimiento y al cierre de las editoriales especializadas. No obstante, en Filipinas se han producido numerosas adaptaciones a cine y televisión de las historietas más exitosas, por lo que muchas de ellas han perdurado en la cultura popular. Es habitual que los dibujantes más importantes, ya sean nacionales o extranjeros de origen filipino, trabajen directamente para el mercado estadounidense —casos de Gerry Alanguilan o Leinil Francis Yu— o apuesten por la autoedición de cómic digital. En 2005 comenzó a publicarse Trese, una serie de Budjette Tan y Kajo Baldisimo sobre una detective con poderes sobrenaturales que en 2021 ha tenido adaptación animada para Netflix.